# Abby Lakew
Abby Lakew là một ca sĩ và diễn viên người Ethiopia. Cô hát bằng tiếng Amharic và tiếng Anh.
Lakew được sinh ra ở Gondar, Ethiopia. Cô chuyển đến Mỹ khi cô 13 tuổi và đến trường trung học ở Dallas, Texas.
Tại lễ trao giải âm nhạc Kora All-Africa 2016, Lakew đã được đề cử Nữ nghệ sĩ truyền thống xuất sắc nhất châu Phi.

## Album
- Manale (2007)
- Yene Habesha (2017)